# 카롤리나 가이탄
카롤리나 가이탄(Carolina Gaitán, 1984년 4월 4일 ~ )은 콜롬비아의 배우, 가수이다.

## 출연 작품

### 영화
- 엔칸토: 마법의 세계 (2021) - 페파 마드리갈 역 (목소리)

### 텔레비전
- 나르코스 (2015) - 마르타 오초아 역